# المنصف بلعيد
المنصف بلعيد هو سياسي تونسي.

## السيرة الذاتية
عين المنصف بلعيد في 27 يوليو 1988 في منصب وزير الصناعة والتجارة في حكومة الهادي البكوش، وتغير اسم الوزارة في 11 أبريل 1989 ليصبح وزارة الاقتصاد الوطني، وبقي على رأسها في حكومة حامد القروي حتى 3 مارس 1990.

في مساره المهني، كان رئيس مدير عام شركة إسمنت قابس والشركة المغاربية للمواد الكيماوية اللومينية وكذلك وكيل الشركة العامة للزيوت البلاستيكية.